# Luegbrücke

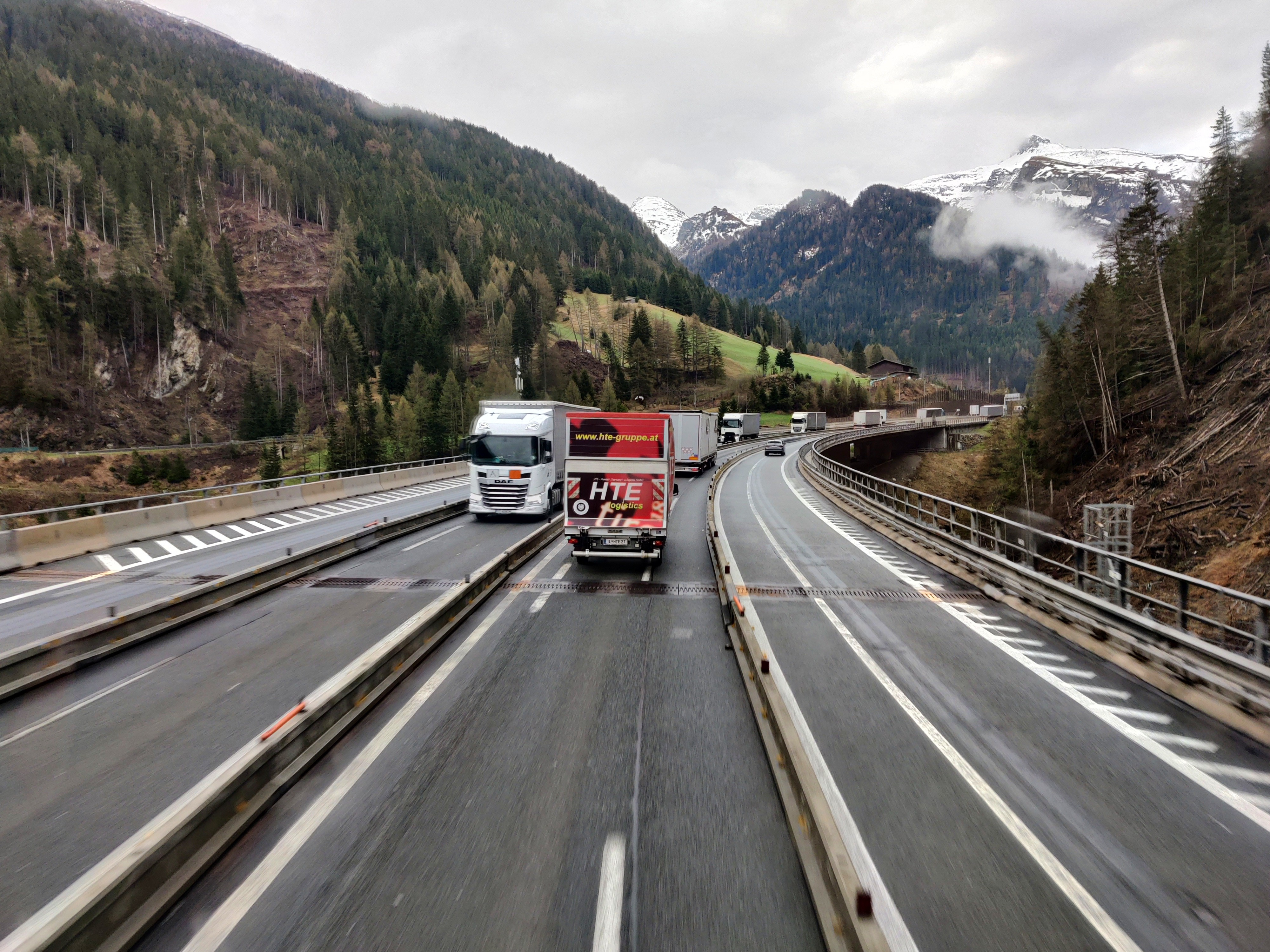
Einspuriger Verkehr (April 2025)

Die Luegbrücke ist die längste Brücke der österreichischen Brenner Autobahn A 13 und im Bereich der ASFINAG. Sie ist nach dem Ort Lueg im Tal unterhalb der Brücke benannt, einer ehemaligen Höhlenburg und Zollstätte des mittelalterlichen Tirols, von der nur noch eine Kapelle und das Widum existieren.

## Lage
Die 1804 m lange Hangbrücke steht im Wipptal in einer Höhe von rund 1300 m ü. A. an dem orographisch linken, bewaldeten Steilhang der Sill zwischen dem Talübergang Obernberg bei Gries am Brenner und der ASt Brennersee kurz vor dem Brennerpass.

## Geschichte
Die Luegbrücke wurde in den Jahren 1966 bis 1968 im Auftrag der Brenner Autobahn AG gebaut, die mittlerweile in der ASFINAG aufgegangen ist. Dabei wurden nach der Herstellung der Pfeiler die Spannbetonabschnitte aus Zeitgründen von beiden Enden her mit je einer Vorschubrüstung betoniert, die eine volle Feldlänge überspannte und über die gesamte Länge durchlief.
2002 wurde die Brücke aufwendig saniert. Von 2012 bis 2014 wurden die Koppelfugen saniert, die Lager ausgetauscht und sie durch eine externe Vorspannung verstärkt.
Da die Brücke wieder stark sanierungsbedürftig wurde, hatte die ASFINAG 2019 schon fertige Planungen für einen Ersatzneubau der Brücke. Das Land Tirol und die Bevölkerung im Wipptal bevorzugen stattdessen eine Tunnellösung. Am 8. Juni 2022 erklärte die Asfinag, dass die etwa 55 Jahre alte Brücke gemäß Statiker akut sanierungsbedürftig und das Tragwerk irreparabel geschädigt ist. Aktuell ist es weiterhin unklar, wie die langfristige Zukunft aussieht. Kurzfristig muss die Brücke dennoch saniert werden. Sowohl verschiedene langfristige Varianten als auch die dringend notwendige Sanierung sind Gegenstand von politischen und rechtlichen Streitereien.
Im Januar 2024 wurde bekannt, dass die ASFINAG zusammen mit dem BMK sowie dem Land Tirol ein Maßnahmenpaket zum weiteren Vorgehen entwickeln werden. Dieses führte dazu, dass die Brücke seit 1. Jänner 2025 grundsätzlich nur noch einspurig pro Richtung befahren werden kann. An Tagen mit hoher Verkehrslast wird eine Zweispurigkeit ermöglicht, wobei Fahrzeuge über 3,5 Tonnen Gewicht  auf der linken, inneren Spur fahren müssen.
Im März 2025 startete die Neuerrichtung der Brücke mit dem Baubeginn eines neuen Tragwerks neben der alten Brücke.

## Beschreibung
Die 21 m breite Autobahnbrücke hat, wie üblich, getrennte Richtungsfahrbahnen mit je zwei Fahrstreifen, einem Seitenstreifen und einem Notweg zwischen den Schutzplanken und dem Geländer. Sie hat eine gleichbleibende Längsneigung von rund 2 %.
Sie wurde von der Arbeitsgemeinschaft Innerebner & Mayer, G. Hinteregger und Weller und Co. entworfen und zwischen März 1966 und Dezember 1968 ausgeführt. Sie steht auf schwierigen Untergrundverhältnissen und gilt als das statisch sowie ausführungsmäßig komplizierteste Bauwerk der Brenner-Autobahn.
Sie besteht aus einer 64 m langen Halbbrücke für die talseitige Richtungsfahrbahn an ihrem unteren nördlichen Ende bei Gries am Brenner, einem 2 m langen Übergangsbauwerk und der anschließenden 1738 m langen Hauptbrücke für beide Richtungsfahrbahnen.
Die Hauptbrücke ist in fünf Abschnitte eingeteilt, die konstruktiv jeweils einen Rahmen bilden. Die Halbbrücke sowie die Abschnitte I bis III und V sind Spannbetonkonstruktionen mit Pfeilerachsabständen von 35,8 m. Der Abschnitt IV musste als Stahltragwerk mit Pfeilerachsabständen von 72,6 m ausgeführt werden, da er, wie erst während des Baus festgestellt wurde, in einem Kriechhang liegt. Es wurden Hangbewegungen von bis zu 1 cm im Jahr befürchtet, was eine aufwendige Gründung der Pfeiler und eine gegen Baugrundbewegungen unempfindlichere Stahlkonstruktion notwendig machte.
Die Luegbrücke ist nicht in zwei getrennte parallele Überbauten aufgeteilt, sondern hat eine durchgehende, 21 m breite Fahrbahnplatte. Diese Platte wird von einem 7 m breiten, einzelligen, rechteckigen Hohlkasten mit einer gleichbleibenden Bauhöhe von 2,20 m und 80 cm starken Stegen getragen. Die inneren 4,25 m der zu beiden Seiten 7 m auskragenden Fahrbahnplatte werden durch schräge Fertigteilplatten gestützt, die sich gegen die unteren Kanten des Hohlkastens abstützen. Die restlichen 2,75 m sind frei auskragend.
Die 48 Stahlbeton-Pfeiler sind durchschnittlich 15 bis 25 m hoch, nur im Bereich der Sillschlucht sind sie bis zu 55 m hoch. Sie haben einen flachen, sechseckigen Hohlquerschnitt, der ebenso breit ist wie der Hohlkasten des Überbaus, aber in der Pfeilermitte nur 1,50 m stark ist. Um den empfindlichen Hang mit schwierigen Untergrundverhältnissen möglichst zu schonen, stehen alle Pfeiler auf ebenso schmalen und tiefen Fundamenten, großteils in Schäften mit einem Spritzbetonmantel, um eine spätere Nachjustierung der Pfeilerstellung zu erlauben. Die Pfeiler sind im Mittel 20 m tief in dem Hang gegründet.